# La corsa di Jericho
La corsa di Jericho (The Jericho Mile), distribuito anche con il titolo Jericho Mile - Evasione, è un film per la TV del 1979 diretto da Michael Mann. Il film è stato presentato in concorso al Sport film festival di Palermo, vincendo il Paladino d'Oro. Il film si è aggiudicato tre Primetime Emmy Awards nel 1979 

## Trama
Nel penitenziario di Folsom, in California, un giovane condannato all'ergastolo per avere ucciso il padre si diletta nella corsa. I dirigenti del carcere si accorgono che è molto veloce, e che potrebbe superare le selezioni alle Olimpiadi per la gara dei 1500 metri. Il giovane si troverà così ad allenarsi tra scontri tra gang, violenze e prevaricazioni.